# Erannis brunneata
Erannis brunneata är en fjärilsart som beskrevs av Everard Charles Cotes och Swinhoe 1923. Erannis brunneata ingår i släktet Erannis och familjen mätare. Inga underarter finns listade i Catalogue of Life.